# Jechtojtik
Jechtojtik är en ort i Mexiko.   Den ligger i kommunen Zinacantán och delstaten Chiapas, i den sydöstra delen av landet, 700 km öster om huvudstaden Mexico City. Jechtojtik ligger 2 321 meter över havet och antalet invånare är 115.
Terrängen runt Jechtojtik är kuperad åt nordost, men åt sydväst är den bergig. Runt Jechtojtik är det tätbefolkat, med 459 invånare per kvadratkilometer. Närmaste större samhälle är San Cristóbal de las Casas, 8,9 km öster om Jechtojtik. Omgivningarna runt Jechtojtik är en mosaik av jordbruksmark och naturlig växtlighet.